# Open d'Orléans 2013
L'Open d'Orléans 2013 è stato un torneo di tennis facente parte della categoria ATP Challenger Tour nell'ambito dell'ATP Challenger Tour 2013. È stata la 9ª edizione del torneo che si è giocata a Orléans in Francia dal 23 al 29 settembre 2013 su campi in cemento indoor e aveva un montepremi di €106,500+H.

## Partecipanti singolare

### Teste di serie
| Nazionalità | Giocatore           | Ranking* | Testa di serie |
| ----------- | ------------------- | -------- | -------------- |
| Francia     | Benoît Paire        | 29       | 1              |
| Francia     | Michaël Llodra      | 49       | 2              |
| Rep. Ceca   | Radek Štěpánek      | 51       | 3              |
| Francia     | Kenny de Schepper   | 69       | 4              |
| Francia     | Nicolas Mahut       | 79       | 5              |
| Rep. Ceca   | Jiří Veselý         | 81       | 6              |
| Ucraina     | Serhij Stachovs'kyj | 92       | 7              |
| Argentina   | Leonardo Mayer      | 93       | 8              |

- Ranking al 16 settembre 2013.

### Altri partecipanti
Giocatori che hanno ricevuto una wild card:
- Benoît Paire
- Michaël Llodra
- Albano Olivetti
- Pierre-Hugues Herbert

Giocatori che sono passati dalle qualificazioni:
- Sandro Ehrat
- Henri Laaksonen
- Stefan Seifert
- Yann Marti

## Vincitori

### Singolare
Radek Štěpánek ha battuto in finale  Leonardo Mayer con il punteggio di 6–3, 6–4.

### Doppio
Illja Marčenko /  Serhij Stachovs'kyj hanno battuto in finale  Ričardas Berankis /  Franko Škugor con il punteggio di 7–5, 6–3.